# صندوق باندورا
صندوق باندورا في الميثولوجيا الإغريقية، هو صندوق حُمل بواسطة باندورا يتضمن كل شرور البشرية من جشع، وغرور، وافتراء، وكذب وحسد، ووهن، ووقاحة ورجاء.

## فتح الصندوق

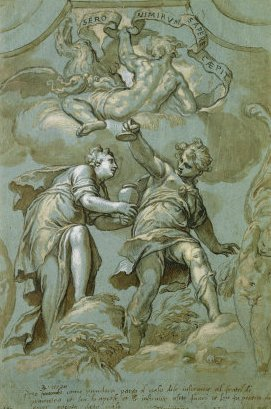
باندورا تقدم الجرة إلى إبيميثيوس، مشهد من الأسطورة الإغريقية حول فتح صندوق باندورا وإطلاق الشرور إلى العالم

بعد سرقة بروميثيوس النار، أمر زيوس ابنه هيفيستوس بخلق المرأة باندورا كجزء من العقوبة البشرية. أعطيت باندورا الكثير من الهدايا من أفروديت وهيرميز والكارايتات وهوري. وقد حذر بروميثيوس شقيقه إبيمثيوس من أخذ أي هدية من زيوس خوفا من أعمال انتقامية منه، غير أن إبيمثيوس لم يصغ وتزوج باندورا التي كانت تمتلك صندوق أعطاها زيوس إياه، وأمرها ألا تفتحه، غير أن باندورا فتحت الصندوق وخرجت كل شرور البشر منه، أسرعت باندورا لإغلاق الصندوق، وخرج في النهاية ضوء ساطع وهو الأمل، لكن يقال إن وجوده بصندوق الفظائع دليل على ان الأمل «زائف» وظهوره على شكل ضوء ماهو إلا شر مكسو بالمظهر الحسن.

## أصل كلمة صندوق
في اليونانية الأصلية، الكلمة المستخدمة كانت «بايثوز» التي تعني جرة كبيرة.
استخدام «صندوق» للدلالة على هذه الجرة كان في القرن السادس عشر الميلادي، عندما ترجم إيرازموس قصة هيسود عن باندورا إلى اللاتينية حيث ترجم جرة هيسود الخاصة بتخزين الزيت والحبوب إلى الكلمة اللاتينية pyxis التي تعني «صندوق» ومنذ تلك اللحظة، انتشرت عبارة «صندوق باندورا».

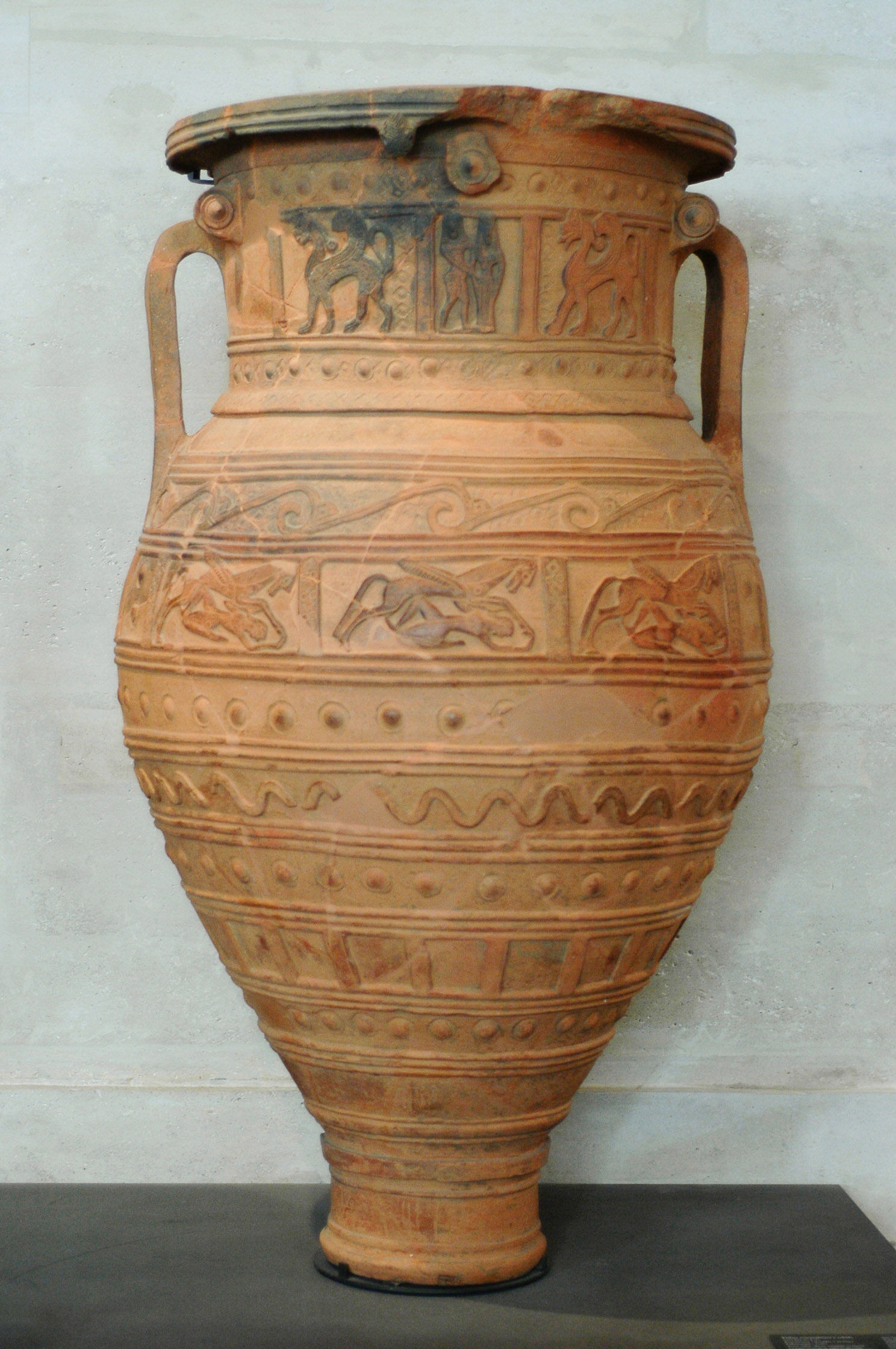
بايثوز من كريت، كالفورنيا. 675 قبل الميلاد، متحف اللوفر
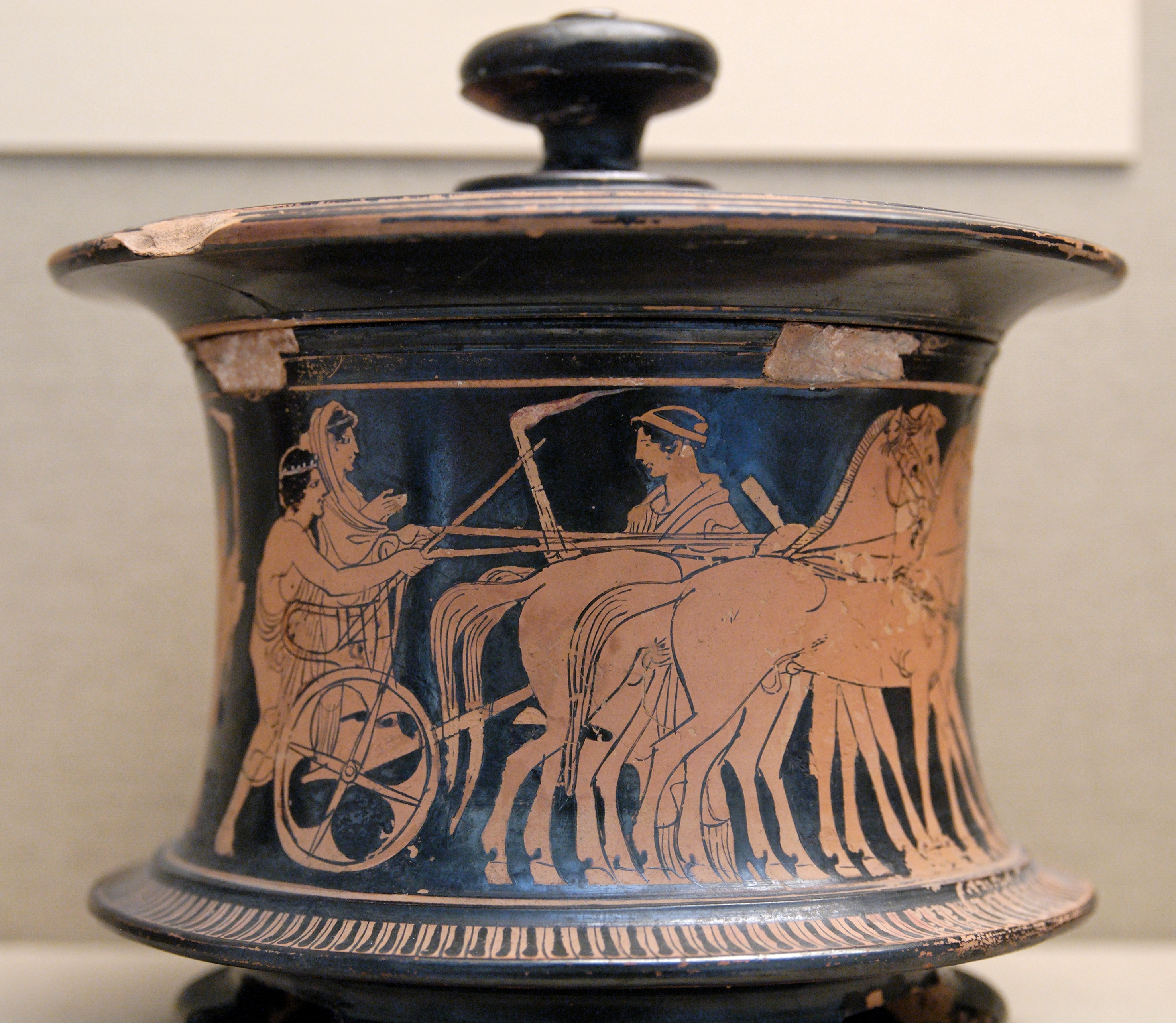
صندوق، 440-430 قبل الميلاد، المتحف البريطاني